# 20 دقيقة (مسلسل)
20 دقيقة (بالتركية: 20 Dakika)‏ مسلسل تلفزيوني تركي بث للمرة الأولى في مطلع يناير 2013 على قناة ستار تي في. من بطولة توبا بويوكستون، وايلكر اكسوم وفرات شيليك.

## قصة
تدور قصة المسلسل حول زوجين يعيشان بحب واستقرار ولديهما طفلتان، إلا أن الزوجة (ملاك) يتم اتهامها بجريمة قتل وتدان بالسجن عشرين عاماً رغم أنها بريئة منها، ويحاول الزوج مساعدة زوجته في الهروب من السجن.
المسلسل يحاكي كفاح سنوات من الحب والعمل والزواج وإنجاب الأطفال، مقابل خسارة كل شيء بعشرين دقيقة فقط فالبطلة تواجه المحكمة وتسجن وتودع زوجها وعائلتها بمشهد مؤلم، قبل أن تدخل عالم السجن والذي تفشل بالاندماج فيه.
يقدم العمل معاناة زوجين، زوجة داخل السجن بكل مآسي الألم والشعور بالظلم وزوج في الخارج بكل مؤشرات الألم والعجز.

## روابط خارجية
- 20 دقيقة على موقع IMDb (الإنجليزية)
- 20 دقيقة على موقع ليتربوكسد (الإنجليزية)
- 20 دقيقة على موقع كينوبويسك (الروسية)
- 20 دقيقة على موقع ألو سيني (الفرنسية)
- 20 دقيقة على موقع قاعدة بيانات الفيلم (الإنجليزية)